# 王昶 (曹魏)

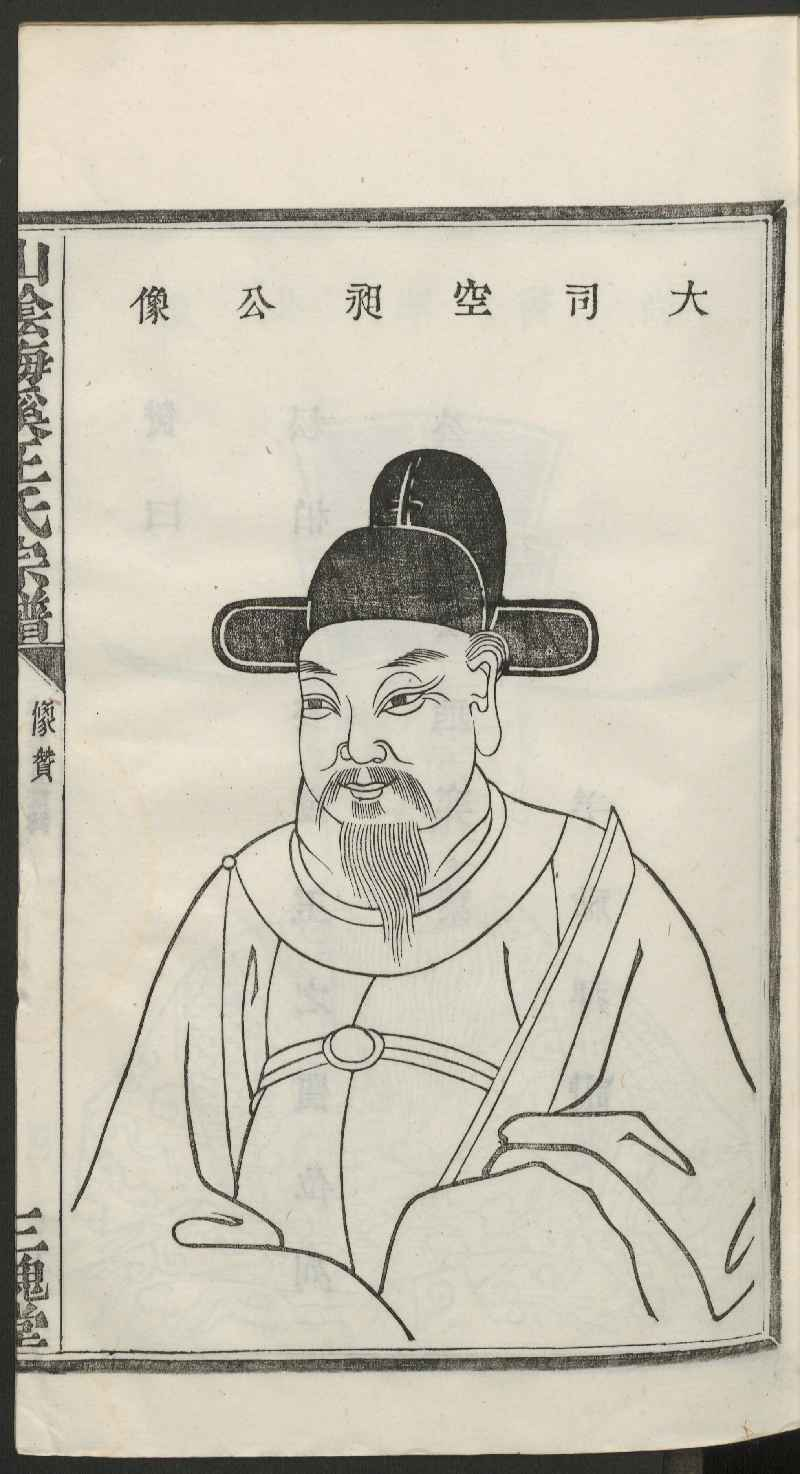
王昶

王 昶（おう ちょう、? - 259年）は、中国三国時代の魏の武将・政治家・学者。字は文舒。并州太原郡晋陽県の人。父は王沢。伯父は王柔。従兄は王機。子は王渾（玄沖）・王深（道沖）・王淪（泰沖）・王湛（処沖）。甥（兄の子）は王黙（処静）・王沈。『三国志』の魏志に伝がある。父と伯父は、後漢の郭泰（郭林宗）に認められ出世した人物である。

## 生涯
王昶は若い頃から同郡出身の王淩とともに名を知られ、年上であった王淩に弟分として仕えた。曹丕には太子時代から仕え、太子文学・太子中庶子に採り立てられた。魏が禅譲により成立すると、散騎侍郎から洛陽の典農校尉となり、田畑の開墾に功績を挙げたため、兗州刺史となった。曹叡（明帝）が即位すると揚烈将軍・関内侯となった。この時期に、法律や兵学についての著作に励み、子や甥の教育にも努めた。『治論』・『兵書』・『家誠』など、多くの著述がある。
青龍4年（236年）、賢人を求める詔勅が下されると、司馬懿に推挙された。正始年間、徐州方面に赴き武観亭侯となり、やがて征南将軍・仮節・都督荊豫二州諸軍事となり、荊州方面で呉と対峙する重職を担った。当時、荊州諸軍事の役所は宛にあったが、呉との前線である襄陽まで遠く交通に不便であったため、新野に移して水軍を訓練し、開墾をするなど農業生産に力を入れ、穀物を備蓄した。
曹爽が誅殺されると司馬懿は上奏し、臣下一同に対し国政について意見を募った。王昶は教育と人事を中心に五箇条からなる提言をした。
嘉平2年（250年）、呉が二宮の変以後弱体化していると主張し、呉征伐を上奏し実行した。新城太守の州泰に巫・房陵方面、荊州刺史の王基に夷陵方面を攻撃させ、自身は江陵（南郡）方面を攻撃し、圧倒的な兵力で三方面から呉に攻勢、呉の朱績を物量と兵器で敗走させた。さらに江陵城に逃げ込んだ敵を誘い出すために、撤兵する振りをしつつ、討ち取った敵の首を馬に括り付けてわざと敵軍を怒らせた。挑発に乗り出撃してきた朱績を伏兵により散々に破り、その将軍の鍾離茂・許旻らを斬った。その後、江陵城を包囲するも落とすことができず、撤退した。撤退時に朱績の追撃を受けて形勢不利に陥るも、諸葛融が約束を守らず援軍に来なかったことによって難を逃れた。一方、呉の陸凱達が援軍に現れ、魏軍を退けた。。
州泰・王基もそれぞれに軍功を挙げた。この功績により征南大将軍・儀同三司に任命され、京陵侯に爵位を進めた。
司馬師が実権を握った時代には、胡遵・諸葛誕・毌丘倹・陳泰と共に四方の都督の一人として名が挙がる存在であった（『晋書』景帝紀）。
嘉平4年（252年）、呉の孫権が死去すると胡遵や毌丘倹と謀り、再び征呉を計画し、三方向からの共同作戦の一環で再度江陵（南郡）を攻撃した。しかし、東興で胡遵と諸葛誕が呉の諸葛恪に敗れたため、武昌攻撃に赴いた毌丘倹と同様に陣を焼き払い撤退した（魏志「三少帝紀」が引く『漢晋春秋』・呉志「三嗣主伝」）（東興の戦い）。
正元2年（255年）、毌丘倹と文欽が反乱を起こした時は、兵を率いてこれに抵抗した功績で2人の子が列侯され、自身は驃騎将軍となった。
甘露2年（257年）、諸葛誕が反乱を起こした時は、江陵への攻勢を見せて朱績を牽制し、その勝利に貢献した。戦後、詔勅により食邑を千戸を加増され、以前と合わせて4千7百戸となり、持節と都督の地位のままで司空となった。
甘露4年（259年）に亡くなり、穆公と諡された。
阮籍と会った時、彼の人物の大きさに感嘆したという逸話が残っている。子と共に甥を養育し、慎み深くあるように訓戒を与え、名と字もそれに因んだものとした記録がある。その際に魏諷のような謀反人だけではなく、旧知の郭奕や劉楨の人となりをも批判した点が、裴松之により問題とされている。
小説『三国志演義』では、孫権死後の三方向への共同作戦の時に、名が挙がるのみである。